# Cirrhitus rivulatus
Cirrhitus rivulatus és una espècie de peix pertanyent a la família dels cirrítids.

## Descripció
- Pot arribar a fer 60 cm de llargària màxima i 4.160 g de pes.
- El cos és moderadament comprimit i varia de color entre el verd oliva i el vermell. A més, presenta 4 franges fosques obliqües amb les vores de color blau cobalt.
- El cap té franges fosques similars a les de la resta del cos.
- Aleta dorsal amb 10 espines i 11-12 radis tous.
- Aletes pectorals amb 14 radis.[3][4][5]

## Alimentació
Menja crustacis i peixets.

## Hàbitat
És un peix marí, associat als esculls i de clima tropical (30°N-1°S, 120°W-70°W) que viu entre 5 i 23 m de fondària.

## Distribució geogràfica
Es troba al Pacífic oriental central: des del golf de Califòrnia fins al nord de Colòmbia i les illes Galápagos.

## Observacions
És inofensiu per als humans, de costums solitaris i apreciat com a aliment.